# Décès en novembre 1999
Décès
- 1995
- 1996
- 1997
- 1998
- 1999
- 2000
- 2001
- 2002
- 2003

Pour une information complémentaire, voir la page d'aide.

| Date        | Nom                     | Activités                                                                                      | Âge      | Source |
| ----------- | ----------------------- | ---------------------------------------------------------------------------------------------- | -------- | ------ |
| 2 novembre  | Mitar Subotić           | compositeur et musicien yougoslave                                                             | 38       |        |
| 6 novembre  | Regina Ghazaryan        | peintre arménienne                                                                             | 84       |        |
| 8 novembre  | Lester Bowie            | trompettiste de jazz américain                                                                 | 58       |        |
| 8 novembre  | Iouri Malychev          | cosmonaute soviétique                                                                          | 58       |        |
| 11 novembre | Alphonse Antoine        | coureur cycliste français                                                                      | 84       |        |
| 11 novembre | Thomas Pitfield         | compositeur, poète, artiste, graveur, calligraphe, artisan, ébéniste et enseignant britannique | 96       | (en)   |
| 12 novembre | Sven Hjertsson          | Footballeur international suédois                                                              | 75       |        |
| 13 novembre | Vladimir Sokolov        | clarinettiste soviétique puis russe                                                            | 63       |        |
| 15 novembre | Antonio Urrea Hernández | supercentenaire espagnol                                                                       | 111      |        |
| 15 novembre | Lucien Jasseron         | Footballeur international français devenu entraîneur.                                          | 85       |        |
| 17 novembre | Angelo Damiano          | coureur cycliste italien                                                                       | 61       |        |
| 18 novembre | Paul Bowles             | compositeur, écrivain et voyageur américain                                                    | 88       |        |
| 18 novembre | Vittorio Miele          | peintre italien                                                                                | 72       | (it)   |
| 18 novembre | Doug Sahm               | musicien américain de musique country et de blues rock                                         | 58       |        |
| 19 novembre | Henri Giraud            | aviateur de montagne                                                                           | 79       |        |
| 20 novembre | Sadao Hasegawa          | illustrateur japonais spécialisé dans le dessin homoérotique                                   | 53 ou 54 | (en)   |
| 21 novembre | Quentin Crisp           | écrivain, mannequin, acteur et conteur anglais                                                 | 90       | (en)   |
| 22 novembre | Flávio Costa            | joueur et entraîneur de football brésilien                                                     | 93       |        |
| 24 novembre | André Payan             | coureur cycliste français                                                                      | 71       |        |
| 24 novembre | Tara Römer              | acteur français                                                                                | 25       |        |
| 27 novembre | Alain Peyrefitte        | homme politique français                                                                       | 74       |        |
| 29 novembre | Suzy Carrier            | Actrice française.                                                                             | 77       |        |
| 29 novembre | Curtis Knight           | musicien américain                                                                             | 70       |        |
| 29 novembre | John Berry              | réalisateur et acteur américain                                                                | 82       |        |
| 29 novembre | Sydney Patterson        | coureur cycliste australien                                                                    | 72       |        |
| 30 novembre | Germán Arciniegas       | historien, écrivain, essayiste, journaliste, diplomate et homme politique colombien            | 98       |        |